# Peter Stringer
Peter Alexander Stringer (Cork, 13 de diciembre de 1977) es un jugador irlandés de rugby que se desempeña como medio scrum. Fue internacional con el XV del Trébol.

## Carrera
Debutó en la primera de Munster con 19 años en 1998 y jugó en ellos hasta 2013 cuando emigró al rugby inglés para jugar en el poderoso Bath Rugby, previamente había sido cedido a la liga británica en dos ocasiones.

## Participaciones en Copas del Mundo
Disputó dos Copas del Mundo: en Australia 2003 jugó los cinco partidos de Irlanda que llegó a los cuartos de final donde fue derrotada por Les Bleus. Cuatro años más tarde en Francia 2007 los irlandeses, a pesar de que se les pronosticaba un gran mundial, fueron eliminados en primera fase con la derrota clave ante Argentina.
| Mundial                       | Sede      | Resultado        | PJ | Tries |
| ----------------------------- | --------- | ---------------- | -- | ----- |
| Copa Mundial de Rugby de 2003 | Australia | Cuartos de final | 5  | 0     |
| Copa Mundial de Rugby de 2007 | Francia   | Primera fase     | 2  | 0     |

## Palmarés
- Campeón del Torneo de las Seis Naciones de 2009 con Grand Slam.
- Campeón de la Copa de Campeones de 2005/06 y 2007/08.
- Campeón de la Celtic League de 2002-03.